# Phthiracarus mindanaoensis
Phthiracarus mindanaoensis är en kvalsterart som beskrevs av Niedbala, Corpuz-Raros och Gruèzo 2006. Phthiracarus mindanaoensis ingår i släktet Phthiracarus och familjen Phthiracaridae. Inga underarter finns listade i Catalogue of Life.